# Matka Boska Kwietna
Matka Boska Kwietna (Notre-Dame-des-Fleurs) – debiutancka powieść, w dużej mierze autobiograficzna, Jeana Geneta, opublikowana w grudniu 1943 roku w Monte Carlo i w sierpniu 1944 roku, po wyzwoleniu Francji, łącznie w 350 egzemplarzach, potem w 1948 roku w Lyonie. Polskie wydanie ukazało się w 1994 roku (tłumacz Krzysztof Zabłocki, 163 strony). Została napisana w więzieniu, początkowo funkcjonowała jako erotyka dla zamożnych kolekcjonerów. Potem autor usunął najbardziej pornograficzne fragmenty w 1951 roku. Postacie miały rzeczywiste odpowiedniki, to homoseksualiści żyjący na marginesie społeczeństwa. Powieść zadedykowana jest straconemu mordercy Maurice'owi Pilorge'owi.

## Fabuła
Narrator przebywa w więzieniu. Opowiada sobie erotyczne historyjki i masturbuje się przy tym.
W tych historyjkach transwestyta Boska to uliczna prostytutka. Czas spędza w klubach nocnych ze złodziejami, mordercami, alfonsami i narkomanami. Mieszka w pokoju na poddaszu z oknem wychodzącym na cmentarz na Montmartrze z różnymi kochankami, z których najważniejszy to arabski alfons Pieszczoch Drobne Stópki. Pewnego dnia Pieszczoch przyprowadza 16-letniego uderzająco pięknego chuligana i zabójcę zwanego Madonną Kwietną. Chłopak w końcu zostaje aresztowany, osądzony i zgilotynowany za morderstwo starszego klienta. Gdy umiera, odczuwa ekstazę i przyjemność seksualną. Boska umiera na gruźlicę i zostaje kanonizowana. Inny bohater to Afrykanin Seck, znajomy Madonny.

## Idee
Ekstaza towarzyszy czynom każdej postaci, wszystkie wartości są odwrócone, zdrada to najwyższa wartość moralna, morderstwo to akt cnoty i atrakcyjności seksualnej.
Powieść ze swoim swobodnym, poetyckim językiem zmieszanym z argotem, z opiewaniem ludzi z marginesu społecznego i otwartymi opisami homoseksualnymi miała wielki wpływ na beatników. Fascynowała Sartre'a, który napisał o niej głównie książkę Święty Genet. Aktor i męczennik (1952), napisał też przedmowę do jednego z wydań. Poglądy egzystencjalistów na wolność były zbieżne ze stanowiskiem Geneta.